# Ismael Esteban
Ismael Esteban Agüero (Torrelavega, Cantabria, 16 de septiembre de 1983) es un ciclista español que compite en las disciplinas de ciclocrós y ruta.
Destacó también en el calendario amateur en ruta ganando el Trofeo Eusebio Vélez, una etapa de la Vuelta a Castellón, la general y una etapa de la Vuelta a Tenerife, una etapa de la Vuelta a Navarra y una etapa de la Vuelta al Bidasoa.

## Palmarés

### Ciclocrós
| 2016 - Copa de España de Ciclocross - 3.º en el Campeonato de España de Ciclocrós - Ciclocross de Elorrio - Ciclocross de Llodio - Ciclocross de Villarcayo - Ciclocross de Medina de Pomar - Ciclocross de Asteasu - Ciclocross de Les Franqueses del Vallès 2017 - Campeonato de España de Ciclocrós - Ciclocross de Les Franqueses del Vallès | 2018 - Campeonato de España de Ciclocrós - Cyclo-cross de Karrantza 2019 - Copa de España de Ciclocross - 2.º en el Campeonato de España de Ciclocrós 2021 - Copa de España de Ciclocross - 3.º en el Campeonato de España de Ciclocrós |

### Ciclismo de Montaña
2021
- 3.º en el Campeonato de España XCO

2022
- 3.º en el Campeonato de España XCO

## Equipos

### Carretera
- Cafés Baqué (amateur) (2007-2008)